# 牛津 (麻薩諸塞州)
牛津（英語：Oxford）是一個位於美國麻薩諸塞州烏斯特縣的鎮。

## 人口
根據2020年美國人口普查的數據，牛津的面積為71.30平方千米，當中陸地面積為69.00平方千米，而水域面積為2.30平方千米。當地共有人口13347人，而人口密度為每平方千米187人。